# San Daniele Po
San Daniele Po är en ort och kommun i provinsen Cremona i regionen Lombardiet i Italien. Kommunen hade 1 347 invånare (2018).